# Roger Pratt

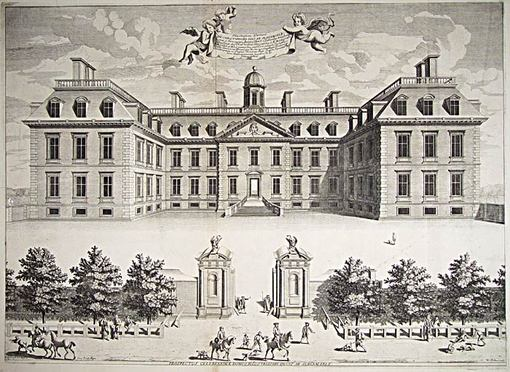
Clarendon House, ritat av Roger Pratt.

Roger Pratt, född 1620, död 1684 var en engelsk arkitekt under 1600-talet. Efter den Stora branden i London var Pratt en av tre som Karl II utsåg för att se till att staden byggdes upp igen. De båda andra Hugh May och Christopher Wren.
Lite av Pratts verk finns kvar i sitt ursprungliga skick. Horseheath Hall, Cambridgeshire, återuppbyggdes 1663–65 av Sir Roger Pratt åt William Alington, baron Alington av Wymondley (död februari 1685). Nikolaus Pevsner menar att Vitruvius Britannicus har fel i att huset skulle ha varit Webbs verk Kingston Lacy i Dorset förändrades mycket av Sir Charles Barry och Ryston Hall, nära Downham Market i Norfolk byggdes om av Sir John Soane. Coleshill House i Oxfordshire förstördes i en brand 1952.
Få uppgifter finns kvar om Clarendon House i  City of Westminster, som förstördes  1683, bara 19 år efter det 1664 hade byggts åt Edward Hyde, 1:e earl av Clarendon.

## Fortsatt läsning
- Gunther, R.T.  (Reprint 1972). The Architecture of Sir Roger Pratt.  ISBN 0-405-08862-0
- Pevsner, Nikolaus, The Buildings of England - Cambridgeshire, London, 2nd edition 1970, p.410-411.